# Max Grasmann (Mediziner)
Max Grasmann (* 14. März 1875 in Moorenweis, Oberbayern; † 1942) war ein deutscher Mediziner.

## Leben
Max Grasmann besuchte das humanistische Gymnasium Amberg. Nach dem Abitur studierte er an der Ludwig-Maximilians-Universität Medizin. 1897 wurde er im  Corps Palatia München recipiert. Nach dem Staatsexamen wurde er 1900 zum Dr. med. promoviert. Von 1900 bis 1908 war er Assistenzarzt bei O.  Brunner. Danach wurde er Chefarzt der chirurgischen Abteilung des Städtischen Krankenhauses München rechts der Isar, das damals der Universität München angegliedert war. Während des Ersten Weltkrieges war er Chefarzt des Vereinslazaretts vom Vaterländischen Frauenverein.

## Schriften
- Zur Behandlung des Karbunkels, 1908.
- Über „Röntgenspätschädigungen“ der Haut nebst kasuistischem Beitrag, 1923.
- Ein weiterer Beitrag zur Frage der postoperativen Tetanie, 1928.
- Die Douglasuntersuchung von Max Grasmann, 1932.
- Hundert Jahre Krankenhaus rechts der Isar, 1934.